# Análise algébrica
Análise algébrica é uma área da matemática que lida com sistemas de equações diferenciais parciais lineares usando a teoria de feixes e análise complexa para estudar propriedades e generalizações de funções. Semanticamente, é a aplicação de operações algébricas em grandezas analíticas. Como um programa de pesquisa, foi iniciado pelo matemático japonês Mikio Sato em 1959.

## Microfunção
Seja M uma variedade analítica real de dimensão n, e seja X sua complexificação. O feixe de funções microlocais em M é dado como
{\displaystyle {\mathcal {H}}^{n}(\mu _{M}({\mathcal {O}}_{X})\otimes {\mathcal {or}}_{M/X})}
onde
- denota o functor de microlocalização,
- é o feixe de orientação relativa.

Uma microfunção pode ser usada para definir a hiperfunção de um Sato. Por definição, o feixe de hiperfunções de Sato em M é a restrição do feixe de microfunções a M, em paralelo ao fato de que o feixe de funções analíticas reais em M é a restrição do feixe de funções holomórficas em X a M.